# 二ツ谷町
二ツ谷町（ふたつやちょう）は、神奈川県横浜市神奈川区の町名。丁目の設定がない単独町名である。住居表示未実施区域。

## 地理
神奈川区の中央部に位置し、東に西神奈川、南東に神奈川本町、南西に広台太田町、北西に平川町と接している。

## 歴史

### 沿革
- 1932年（昭和7年）1月1日 - 神奈川町の一部を分離し、二ツ谷町を新設。横浜市神奈川区二ツ谷町となる[6]。
- 1978年（昭和53年）9月10日 - 西神奈川地区の土地区画整理事業[7]に伴い、二ツ谷町の一部を西神奈川一丁目へ編入。西神奈川町、平川町の各一部を二ツ谷町に編入。広台太田町との境界を変更[8]。

## 世帯数と人口
2025年（令和7年）6月30日現在（横浜市発表）の世帯数と人口は以下の通りである。
| 町丁     | 世帯数  | 人口    |
| -------- | ------- | ------- |
| 二ツ谷町 | 736世帯 | 1,026人 |

### 人口の変遷
国勢調査による人口の推移。
| 年                 | 人口  |
| ------------------ | ----- |
| 1995年（平成7年）  | 1,027 |
| 2000年（平成12年） | 954   |
| 2005年（平成17年） | 925   |
| 2010年（平成22年） | 904   |
| 2015年（平成27年） | 895   |
| 2020年（令和2年）  | 979   |

### 世帯数の変遷
国勢調査による世帯数の推移。
| 年                 | 世帯数 |
| ------------------ | ------ |
| 1995年（平成7年）  | 491    |
| 2000年（平成12年） | 507    |
| 2005年（平成17年） | 526    |
| 2010年（平成22年） | 554    |
| 2015年（平成27年） | 563    |
| 2020年（令和2年）  | 645    |

## 学区
市立小・中学校に通う場合、学区は以下の通りとなる（2024年11月時点）。
| 番・番地等 | 小学校             | 中学校               |
| ---------- | ------------------ | -------------------- |
| 全域       | 横浜市立二谷小学校 | 横浜市立栗田谷中学校 |

## 事業所
2021年（令和3年）現在の経済センサス調査による事業所数と従業員数は以下の通りである。
| 町丁     | 事業所数 | 従業員数 |
| -------- | -------- | -------- |
| 二ツ谷町 | 90事業所 | 796人    |

### 事業者数の変遷
経済センサスによる事業所数の推移。
| 年                 | 事業者数 |
| ------------------ | -------- |
| 2016年（平成28年） | 98       |
| 2021年（令和3年）  | 90       |

### 従業員数の変遷
経済センサスによる従業員数の推移。
| 年                 | 従業員数 |
| ------------------ | -------- |
| 2016年（平成28年） | 701      |
| 2021年（令和3年）  | 796      |

## 交通
- 国道1号（第二京浜国道・横浜新道）

## 施設
- 横浜こども専門学校[18]
- 学校法人大原学園横浜校 4号館[注 1][19]

## その他

### 日本郵便
- 郵便番号 : 221-0823[3]（集配局：神奈川郵便局[20]）

### 警察
町内の警察の管轄区域は以下の通りである。
| 番・番地等 | 警察署       | 交番・駐在所 |
| ---------- | ------------ | ------------ |
| 全域       | 神奈川警察署 | 反町交番     |